# Туш (музыка)
Туш (от нем. Tusch) — короткое инструментальное произведение, исполняемое чаще всего духовым оркестром в качестве приветствия на торжественных церемониях. Представляет собой один музыкальный период или одно предложение в двудольном размере {\displaystyle {\frac {2}{4}}} и быстром темпе (♩ = 132—140).
Слово появилось в немецком лексиконе в середине XVIII века и обозначало финальную стадию какого-нибудь мероприятия — окончание успешного трюка в цирке, кульминационный момент в варьете, что вызывало заслуженные аплодисменты зрителей.
Современную форму туш получил в XIX веке. В XX веке стал использоваться на торжественных и официальных церемониях, в частности, при чествовании и вручении наград.

## СССР
В дипломатии

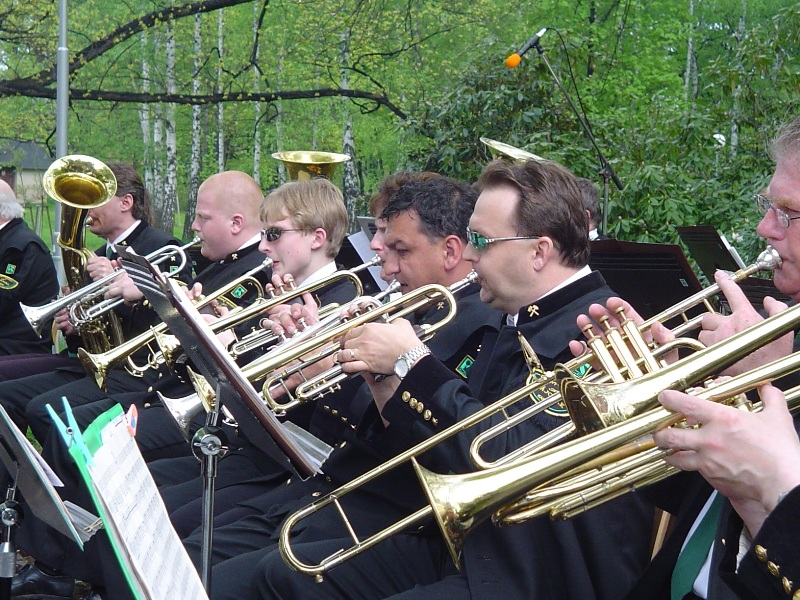
Духовой оркестр

В дипломатическом протоколе СССР туш стал неотъемлемой частью церемониала произнесения тостов. Во время приёмов высоких гостей туш исполнялся после первого тоста за здоровье гостя, если он был главой государства, а также после каждого последующего произносимого тоста. Если же во главе делегации был один из руководителей правительства иностранного государства, то после первого тоста в честь главы государства и при ответном тосте вместо туша исполнялись гимны государства гостя и СССР.
В искусстве
…Мы хотели песен — не было слов

Мы хотели спать — не было снов

Мы носили траур, оркестр играл туш…
В. Цой, стих «В наших глазах», альбом «Группа крови», 1988